# David Chevalier
David Chevalier (Roma, 17 giugno 1978) è un doppiatore italiano.

## Biografia
Figlio dell'attore e doppiatore Roberto Chevalier e fratello di Arlena e Fiore Chevalier, inizia la sua attività nel settore del doppiaggio all'età di otto anni. È la voce ricorrente di Tom Hiddleston, Jason Biggs, Taylor Lautner e Ashton Kutcher, inoltre presta la sua voce a Jared Padalecki nelle serie televisive Una mamma per amica e Supernatural oltre ai film Il volo della fenice e La maschera di cera. Ha anche doppiato Robert Pattinson nel ruolo di Cedric Diggory nel film Harry Potter e il calice di fuoco.
Ha doppiato Tom Hiddleston nei film del Marvel Cinematic Universe nel ruolo di Loki, Adam Driver in Star Wars - Il risveglio della Forza, Star Wars - Gli ultimi Jedi e Star Wars - L'ascesa di Skywalker, Emile Hirsch in La ragazza della porta accanto e molti altri. In ambito televisivo doppia Dave Annable in Brothers & Sisters - Segreti di famiglia, Scott Grimes in E.R. - Medici in prima linea e Josh Dallas in C'era una volta, tra gli altri.

## Doppiaggio

### Cinema
- Jason Biggs in American Pie, American School, Assatanata, Boys and Girls - Attenzione: il sesso cambia tutto, American Pie 2, American Pie - Il matrimonio, Jersey Girl, 8 amici da salvare, American Pie: Ancora insieme, Caro dittatore
- Taylor Lautner in Twilight, The Twilight Saga: New Moon, Appuntamento con l'amore, The Twilight Saga: Eclipse, Abduction - Riprenditi la tua vita, The Twilight Saga: Breaking Dawn - Parte 1, The Twilight Saga: Breaking Dawn - Parte 2, Un weekend da bamboccioni 2, Tracers, The Ridiculous 6, Home Team
- Tom Hiddleston in Thor, War Horse, The Avengers, Thor: The Dark World, Crimson Peak, I Saw the Light, Thor: Ragnarok, Avengers: Infinity War, Avengers: Endgame, Ant-Man and the Wasp: Quantumania
- Ashton Kutcher in Fatti, strafatti e strafighe, The Butterfly Effect, Sballati d'amore - A Lot Like Love, Indovina chi, Bobby, The Guardian - Salvataggio in mare, Killers
- Adam Driver in Star Wars - Il risveglio della Forza, The Meyerowitz Stories, Star Wars - Gli ultimi Jedi, The Report, I morti non muoiono, Star Wars - L'ascesa di Skywalker, The Last Duel
- James Franco in L'alba del pianeta delle scimmie, Third Person, Apes Revolution - Il pianeta delle scimmie
- Toby Kebbell in Warcraft - L'inizio, Ben-Hur, Gold - La grande truffa
- Ben Foster in Hostage, X-Men - Conflitto finale, Senza santi in paradiso
- Ben Whishaw in Skyfall, Spectre, No Time to Die
- Tony Jaa in Ong-Bak 2 - La nascita del dragone, Ong-Bak 3, I mercenari 4 - Expendables
- Eddie Redmayne in L'altra donna del re, Il processo ai Chicago 7
- Mike Vogel in Vizi di famiglia, Le morti di Ian Stone
- Sergio Peris-Mencheta in Resident Evil: Afterlife, Shark 2 - L'abisso
- Jay Baruchel in Million Dollar Baby, RoboCop
- Takashi Tsukamoto in Battle Royale
- Rami Malek in L'amore all'improvviso - Larry Crowne, Oppenheimer
- Justin Long in Drag Me to Hell, Tusk, Frank & Lola
- Scott Mechlowicz in Mean Creek, EuroTrip
- Miyavi in Unbroken, Kate
- Shia LaBeouf in Constantine, Megalopolis
- James McAvoy in L'ultimo re di Scozia
- Chris Sandiford in Moonfall
- Jared Padalecki in La maschera di cera
- Chris Evans in London
- Edward Speleers in Eragon
- Scott Grimes in Robin Hood
- Christopher Mintz-Plasse in Su×bad - Tre menti sopra il pelo, Anno Uno
- Luke Grimes in Taken - La vendetta
- Toby Sebastian in La musica del silenzio
- Ben Hardy in X-Men - Apocalisse
- Sergei Polunin in Assassinio sull'Orient Express
- Barry Pepper in Salvate il soldato Ryan
- Jason Schwartzman in Rushmore
- Robert Pattinson in Harry Potter e il calice di fuoco
- Shawn Ashmore in X-Men
- Beau Mirchoff in Scary Movie 4
- Orlando Bloom in Black Hawk Down - Black Hawk abbattuto
- Eric Christian Olsen in Piacere, sono un po' incinta
- Lucas Papaelias in School of Rock
- Rob Brown in Coach Carter
- Luke de Lacey in Virtual Sexuality
- David Paetkau in Leggenda mortale
- Christopher Egan in Letters to Juliet
- Mike Sorrentino in I tre marmittoni
- Jon Budinoff in Transamerica
- Oliver Cooper in Una notte da leoni 3
- Seth Smith in Mamma, ho preso il morbillo
- Firass Dirani in Killer Elite
- Andrew Rannells in The Wedding Party
- Lee Byung-hun in Red 2
- Michael Rivera in Mr. Beaver
- Matthew Currie Holmes in Firewall - Accesso negato
- Dan Stevens in Apostolo
- Arnaud Valois in 120 battiti al minuto
- Shiloh Fernandez in La casa
- Kazunari Ninomiya in Lettere da Iwo Jima
- Kun Chen in Balzac e la piccola sarta cinese
- Kais Nashef in Paradise Now
- Arjun Mathur in Il mio nome è Khan
- Mikkel Boe Følsgaard in Royal Affair
- Javier Drolas in Medianeras - Innamorarsi a Buenos Aires
- Georg Friedrich in Faust
- Unax Ugalde in Dracula 3D
- Javier Rey in Kiki & i segreti del sesso
- Clement Sibony in M'ama non m'ama
- Dawid Ogrodnik in Ida
- Aurélien Gaya in Iago
- Jérémie Elkaïm in Polisse
- Ryan Gage in Choose or Die
- Bob Morley in The 100
- Danilo de Moura in La parte della sposa
- Justin Timberlake in Reptile
- Gorka Otxoa in Il futuro in un bacio
- Alex Sharp in One Life
- Alex Wolff in A Quiet Place - Giorno 1
- Matthew Kevin Anderson in Never Let Go - A un passo dal male
- Tom Budge in Better Man
- Cory Michael Smith in Saturday Night
- Enrique Murciano in Miss F.B.I. - Infiltrata speciale

### Film d'animazione
- Kaworu Nagisa in Neon Genesis Evangelion: Death & Rebirth (doppiaggio Panini),Neon Genesis Evangelion: The End of Evangelion (doppiaggio Panini), Evangelion: 1.0 You Are (Not) Alone, Evangelion: 2.0 You Can (Not) Advance, Evangelion: 3.0 You Can (Not) Redo, Evangelion: 3.0+1.0 Thrice Upon a Time
- Hal Jordan / Lanterna Verde in The LEGO Movie, LEGO Batman - Il film, The LEGO Movie 2 - Una nuova avventura
- Pete in Spirit - Cavallo selvaggio
- Louie in La voce del cigno
- Makoto Hyūga in Neon Genesis Evangelion: The End of Evangelion (doppiaggio Netflix)
- Boo in Gaya
- Timmy adulto in Il segreto di NIMH 2 - Timmy alla riscossa
- Pierre ne La vera storia del gatto con gli stivali
- Alberto in Un mostro a Parigi
- Isonokami ne La storia della Principessa Splendente
- Viggo in Otto il rinoceronte
- Manolo ne Il libro della vita
- Mike in Sing
- Dave ne Gli eroi del Natale
- Paco in Ferdinand
- Il bisnonno in Mirai
- Emmentalix in Asterix e il segreto della pozione magica
- Shiva in Parva e il principe Shiva
- Ookami (l'uomo lupo) in Wolf Children - Ame e Yuki i bambini lupo
- Yuichi Kannami in The Sky Crawlers - I cavalieri del cielo

### Serie televisive
- Ryan Eggold in Dirt, The Blacklist, Sons of Liberty - Ribelli per la libertà, The Blacklist: Redemption
- Tom Hiddleston in Suburban Shootout, Il commissario Wallander, The Night Manager, Loki
- Jared Padalecki in Una mamma per amica, Supernatural, Walker
- Omid Abtahi in Ghost Whisperer - Presenze, The Good Wife
- Harry Lloyd in Robin Hood, Il Trono di Spade, Manhattan
- Dave Annable in Brothers & Sisters - Segreti di famiglia, Red Band Society
- Beau Mirchoff in Il ritorno dei maghi - Alex vs. Alex
- Penn Badgley in Gossip Girl, You
- Daniel Lissing in Last Resort, Quando chiama il cuore
- Scott Grimes in E.R. - Medici in prima linea, The Orville
- James Lafferty in One Tree Hill, Crisis
- Justin Bartha in The New Normal, Come sopravvivere alla vita dopo la laurea
- Colin Donnell in Arrow, Chicago Med
- Anthony Ruivivar in Squadra emergenza, The Whole Truth
- Gregg Chillin in Being Human
- Gary Carr in Delitti in Paradiso
- Danny Strong in Buffy l'ammazzavampiri
- Leith Bayard in Reign
- Rick Gomez in Band of Brothers - Fratelli al fronte
- Brendan Fletcher in The Pacific
- Brian Hallisay in The Client List - Clienti speciali
- Josh Dallas in C'era una volta
- Ashton Kutcher in The Ranch
- Taylor Lautner in Scream Queens
- Nick Blood in Agents of S.H.I.E.L.D.
- Aaron Ashmore in Warehouse 13
- Rory Kinnear in Penny Dreadful
- Cory Michael Smith in Gotham
- Joshua Gomez in Chuck
- Bob Morley in The 100
- Josh McDermitt in The Walking Dead
- Jack Huston in  Boardwalk Empire - L'impero del crimine
- Eric Szmanda in CSI - Scena del crimine
- Jason Ritter in Joan of Arcadia
- Will Estes in Blue Bloods
- Chris Lowell in Veronica Mars
- Jensen Ackles in Dawson's Creek
- Kyle Sullivan in The War at Home
- Pablo Puyol in Paso adelante
- Eoin Macken in Merlin
- Andrew Scott in Sherlock
- Arthur Darvill in Doctor Who
- Mehmet Günsür in The Gift
- Toby Kebbell in Black Mirror
- Samuel Larsen in Glee
- Todd Grinnell in Giorno per giorno
- Noel Fisher in Fear the Walking Dead
- Enver Gjokaj in Le streghe dell'East End
- Jason Tobin in Warrior
- Jason Biggs in The Good Fight
- Mikkel Boe Følsgaard in Il conte di Montecristo
- Blake Jenner in What/If
- Bruno Sevilla in In fiamme
- Matt Cedeño in Terrore in paradiso
- Zeberiah Newman in Dr. House - Medical Division
- Richard Gadd in Baby Reindeer
- Kim Mu-yeol in Grid
- Leandro Sandonato in L'eternauta

### Soap opera e telenovelas
- Diego Domínguez in Violetta
- Ronny Rindler in La strada per la felicità
- Constantine Maroulis in Beautiful
- Pepe Gámez in Pasión prohibida
- Justin Wilczynski in Hollywood Heights - Vita da popstar
- Arnaud Denissel in Venti del nord

### Serie animate
- Mordicchio (st. 1-7), Larry (st. 1-4, 6), Scoop Chang (st. 2-4), Yancy Fry Jr. (st. 3-4), The Big Brain (ep. 4x10), Marzul-bot (ep.4x13), Josh Gedgie (ep. 6x24) e altri personaggi in Futurama[1][2]
- Kurt Hardwick e Mordicchio ne I Simpson[3]
- Morty Smith in Rick and Morty
- Squitto in Squitto lo scoiattolo
- David Carter in Invasion America
- Spinner Cortez in Hot Wheels: Battle Force 5
- Zane in Redakai: Alla conquista di Kairu
- Flipper (2ª voce) in Flipper & Lopaka
- Josh (ep. 27) in A tutto reality - Azione!
- Petrol in Squadra antincendio
- Pablo in Pablo volpe rossa
- Van Gelder in South Park (episodio 2x11)
- Hermann Kaltz in Holly & Benji Forever
- Majic in Lo stregone Orphen
- Pionsuke in Il destino di Kakugo
- Professor Go da ragazzo in Giant Robot - Il giorno in cui la Terra si fermò
- Masami Saotome in Boogiepop Phantom
- Ryo Utsugi in Mao Dante
- Julias in Trigun
- Ernie ne I Griffin
- Alessandro David in Blue submarine no. 6
- Hector Helio in Inazuma Eleven
- Miles in Cowboy Bebop
- Yoshito Kikuchi in Great Teacher Onizuka
- Arashi Nagase in Paradise Kiss
- Kiriha Aonuma in Digimon Fusion Battles
- Mallygan in Mobile Suit Gundam GQuuuuuuX
- Masataki Mido in Psycho-Pass
- Rintarō Okabe in Steins;Gate
- Gilbert G. P. Guilford in Code Geass: Lelouch of the Rebellion
- Riven in Winx Club
- Kō Uraki in Mobile Suit Gundam 0083: Stardust Memory
- Ben Solo / Kylo Ren in Star Wars Resistance
- Primula Gialla ne La collina dei conigli
- Previsione in Super ladri
- Makoto Hyūga in Neon Genesis Evangelion (doppiaggio Netflix)
- Stephen Stills in Scott Pilgrim - La serie
- Baruka in Solo Leveling
- Richter in Frieren - Oltre la fine del viaggio

### Videogiochi
- Hector Helio in Inazuma Eleven 3[4]
- Kylo Ren in LEGO Star Wars: Il risveglio della Forza[5]
- Luke Skywalker  in Disney Infinity 3.0 (2015)[6]

## Riconoscimenti
- La Musa d'Oro 2024 Premio Nerd Show Bologna
- La Musa d'Oro 2025 Miglior doppiatore Serie TV – per Richard Gadd (Baby Reindeer) [7]